# Фула
Фула (на английски: Fulani; на френски: Peul, фула Fulfulde, Pulaar, Pular) е език, разпространен в около двадесет държави в Западна и Централна Африка, от бреговете на р. Сенегал до поречието на Нил. Фула е майчиният език на представителите на етноса Фулбе, но се използва и като език за междуетническа комуникация и от други етнически групи. Разпространен е предимно в Сенегал, Мавритания, Гвинея, Гвинея-Бисау, Гамбия, Камерун, Нигер, Сиера Леоне, Буркина Фасо, Нигерия, Чад, Бенин, Централноафриканска република, Гана, Того, Мали, Кот д'Ивоар и Судан. Фула е също майчиният език на етническата група тукульор, населяваща долината на р. Сенегал, и втори език за населението на други географски области. Фула е аглутинативен език.
|  | Тази страница частично или изцяло представлява превод на страницата Peul в Уикипедия на френски. Оригиналният текст, както и този превод, са защитени от Лиценза „Криейтив Комънс – Признание – Споделяне на споделеното“, а за съдържание, създадено преди юни 2009 година – от Лиценза за свободна документация на ГНУ. Прегледайте историята на редакциите на оригиналната страница, както и на преводната страница, за да видите списъка на съавторите. ВАЖНО: Този шаблон се отнася единствено до авторските права върху съдържанието на статията. Добавянето му не отменя изискването да се посочват конкретни източници на твърденията, които да бъдат благонадеждни. |